# Amazing Spaces – Große Ideen für kleine Räume/Episodenliste
Diese Episodenliste enthält alle Episoden der englischen Dokumentarserie Amazing Spaces – Große Ideen für kleine Räume, die derzeit 98 Episoden in 10 Staffeln hat. Davon wurden in Deutschland nur die ersten sieben Staffeln ausgestrahlt. Die Nummerierung des englischen Originals unterscheidet sich zum Teil.

## Übersicht
| Staffel | Episodenanzahl | Erstausstrahlung Großbritannien | Erstausstrahlung Großbritannien | Deutschsprachige Erstausstrahlung | Deutschsprachige Erstausstrahlung |
| Staffel | Episodenanzahl | Staffelpremiere                 | Staffelfinale                   | Staffelpremiere                   | Staffelfinale                     |
| ------- | -------------- | ------------------------------- | ------------------------------- | --------------------------------- | --------------------------------- |
| 1       | 7              | 23. Oktober 2012                | 20. Dezember 2012               | 21. Januar 2014                   | 4. März 2014                      |
| 2       | 9              | 24. Oktober 2013                | 19. Dezember 2013               | 5. April 2016                     | 24. Mai 2016                      |
| 3       | 7              | 5. Juni 2014                    | 17. Juli 2014                   | 12. Mai 2017                      | 22. Mai 2017                      |
| 4       | 9              | 23. Oktober 2014                | 18. Dezember 2014               | 23. Mai 2017                      | 2. Juni 2017                      |
| 5       | 9              | 17. September 2015              | 12. November 2015               | 6. Juni 2017                      | 16. Juni 2017                     |
| 6       | 20             | 22. April 2016                  | 7. April 2017                   | 19. Juni 2017                     | 21. März 2017                     |
| 7       | 16             | 11. Januar 2018                 | 15. Juli 2018                   | 2. Mai 2018                       | 30. Juli 2018                     |
| 8       | 8              | 6. Januar 2019                  | 24. Februar 2019                |                                   |                                   |
| 9       | 4              | 17. Juni 2019                   | 8. Juli 2019                    |                                   |                                   |
| 10      | 6              | 7. Januar 2021                  | 11. Februar 2021                |                                   |                                   |

## Staffel 1
| Nummer (gesamt) | Nummer (Staffel) | Originaltitel                                 | Deutscher Titel                                                  | Erstausstrahlung Großbritannien Channel 4 | Deutschsprachige Erstausstrahlung RTL Living |
| --------------- | ---------------- | --------------------------------------------- | ---------------------------------------------------------------- | ----------------------------------------- | -------------------------------------------- |
| 1               | 1                | Bus Horsebox And Loo                          | Bus, Pferdebox und WC                                            | 23. Oktober 2012                          | 21. Januar 2014                              |
| 2               | 2                | Bolt-hole, Shipping Containers And A Caravan  | Schlupfloch in ländlicher Idylle, Schiffscontainer und Wohnwagen | 30. Oktober 2012                          | 28. Januar 2014                              |
| 3               | 3                | Modules, Beach Hut And Gypsy Caravans         | Modulhaus, Strandhütte und Landfahrerromantik                    | 6. November 2012                          | 4. Februar 2014                              |
| 4               | 4                | Caravan, Tree Tent And Tube Carriages         | Caravan, Baumzelt und U-Bahn-Wagen                               | 13. November 2012                         | 11. Februar 2014                             |
| 5               | 5                | Beach Hut, Showman’s Carriage And War Vehicle | Strandhaus, Schaustellerwagen und Militärfahrzeug                | 20. November 2012                         | 18. Februar 2014                             |
| 6               | 6                | Barge, Container And Caravan                  | Frachtkahn, Container und Wohnwagen                              | 27. November 2012                         | 25. Februar 2014                             |
| 7               | 7                | Amazing Spaces At Christmas                   | Große Ideen für Weihnachten                                      | 20. Dezember 2012                         | 4. März 2014                                 |

## Staffel 2
| Nummer (gesamt) | Nummer (Staffel) | Originaltitel                                  | Deutscher Titel                                                       | Erstausstrahlung Großbritannien Channel 4 | Deutschsprachige Erstausstrahlung RTL Living |
| --------------- | ---------------- | ---------------------------------------------- | --------------------------------------------------------------------- | ----------------------------------------- | -------------------------------------------- |
| 8               | 1                | Campervan, Aquarium And Floating Egg           | Ein Krankenwagen als Wohnmobil und Leben im „Schwimmenden Ei“         | 24. Oktober 2013                          | 5. April 2016                                |
| 9               | 2                | Beehive, Cocktail Bar And Tree Hotel           | Die Cocktailbar im Landrover und ein wohnliches Garagen-Appartement   | 31. Oktober 2013                          | 12. April 2016                               |
| 10              | 3                | Double Decker Retreat And Boat Hotel           | Komfortables Feriendomizil im Doppeldeckerbus und ein uri …           | 7. November 2013                          | 19. April 2016                               |
| 11              | 4                | Horse Box, Milk Float And Balancing Barn       | Vintage Boutique im Pferdeanhänger und Ferien im Milchlieferwagen     | 14. November 2013                         | 26. April 2016                               |
| 12              | 5                | Yo! Home And Beach Hut                         | Ein idyllisches Kunstatelier am Strand und Wohnen in einer Holzjurte  | 21. November 2013                         | 3. Mai 2016                                  |
| 13              | 6                | Citroen Van, Railway Station And Double Decker | Ein Arbeitsplatz im Wartehäuschen und Edel Speisen im Doppeldeckerbus | 28. November 2013                         | 10. Mai 2016                                 |
| 14              | 7                | Mobile Cinema, Caravan And Shipping Container  | Die Schule im Schiffscontainer und ein mobiler Kinobus                | 5. Dezember 2013                          | 17. Mai 2016                                 |
| 15              | 8                | George’s Tree House And Garden Shed Pub        | Ein viktorianisches Wohnwagentheater und Finale fürs Baumhaus         | 12. Dezember 2013                         | 24. Mai 2016                                 |
| 16              | 9                | Xmas Special                                   | N/A                                                                   | 19. Dezember 2013                         | N/A                                          |

## Staffel 3
| Nummer (gesamt) | Nummer (Staffel) | Originaltitel                                    | Deutscher Titel                                 | Erstausstrahlung Großbritannien Channel 4 | Deutschsprachige Erstausstrahlung Kabel eins Doku |
| --------------- | ---------------- | ------------------------------------------------ | ----------------------------------------------- | ----------------------------------------- | ------------------------------------------------- |
| 17              | 1                | A Fairytale Hideaway And Teardrop Trailer        | Ein Kaninchenbau und ein Teardrop-Wohnwagen     | 5. Juni 2014                              | 12. Mai 2017                                      |
| 18              | 2                | Airstream Caravan And All Weather Camping        | Airstream-Wohnwagen und „Glamping“ im Container | 12. Juni 2014                             | 15. Mai 2017                                      |
| 19              | 3                | Pod Hotel, Glamping And Garden Home              | Tourbus und Pferdewagen                         | 19. Juni 2014                             | 16. Mai 2017                                      |
| 20              | 4                | Basement Casino, Shop And East End Conversion    | Kellerkasino und Laden-Hütte                    | 26. Juni 2014                             | 17. Mai 2017                                      |
| 21              | 5                | Campervan, Glamping And House Of Mud             | VW-Campingbus und barrierefreies Glamping       | 3. Juli 2014                              | 18. Mai 2017                                      |
| 22              | 6                | Narrow Boat, Cream Tea Campervan And 50s Trailer | Hausboot und rollende Teestube                  | 10. Juli 2014                             | 19. Mai 2017                                      |
| 23              | 7                | George’s Garden Build Unveiled                   | Tuk-Tuk-Wohnmobil und rollende Käsetheke        | 17. Juli 2014                             | 22. Mai 2017                                      |

## Staffel 4
| Nummer (gesamt) | Nummer (Staffel) | Originaltitel                                | Deutscher Titel                                   | Erstausstrahlung Großbritannien Channel 4 | Deutschsprachige Erstausstrahlung Kabel eins Doku |
| --------------- | ---------------- | -------------------------------------------- | ------------------------------------------------- | ----------------------------------------- | ------------------------------------------------- |
| 24              | 1                | Old Railway Carriage And Private Jet         | Ein Privatjet und ein Eisenbahnwaggon             | 23. Oktober 2014                          | 23. Mai 2017                                      |
| 25              | 2                | UFO House And Floating Pool                  | Eine Burg aus Lehm und ein UFO-Haus               | 30. Oktober 2014                          | 24. Mai 2017                                      |
| 26              | 3                | Italian Fire Station And Amphibious Crashpad | Rettungshubschrauber und Paletten-Haus            | 6. November 2014                          | 25. Mai 2017                                      |
| 27              | 4                | Luxury 50s Yacht And Upscale Bothy           | Eine Luxusjacht und eine schottische Schutzhütte  | 13. November 2014                         | 26. Mai 2017                                      |
| 28              | 5                | Signal Box, Glass House And Campervan        | Viktorianisches Stellwerk und hölzerner VW-Bulli  | 20. November 2014                         | 30. Mai 2017                                      |
| 29              | 6                | Pond, Portable Cabin And Floating Pool       | Strandbar und Wohncontainer-Bauernhaus            | 27. November 2014                         | 31. Mai 2017                                      |
| 30              | 7                | Glass Lodge, Treehouse And Doctor Who Shed   | Baumhaus auf Stelzen und Zugbrücken-Gartenhütte   | 4. Dezember 2014                          | 1. Juni 2017                                      |
| 31              | 8                | Fire Engine And Pony Trailer                 | Eleganter Pferdeanhänger und ultimative Waldhütte | 11. Dezember 2014                         | 2. Juni 2017                                      |
| 32              | 9                | George Clarke’s Amazing Christmas Spaces     | N/A                                               | 18. Dezember 2014                         | N/A                                               |

## Staffel 5
| Nummer (gesamt) | Nummer (Staffel) | Originaltitel                                 | Deutscher Titel                                      | Erstausstrahlung Großbritannien Channel 4 | Deutschsprachige Erstausstrahlung Kabel eins Doku |
| --------------- | ---------------- | --------------------------------------------- | ---------------------------------------------------- | ----------------------------------------- | ------------------------------------------------- |
| 33              | 1                | Cliff Top Retreat And Garden Pavilion         | Sternenausblick und Garten-Pavillon                  | 17. September 2015                        | 6. Juni 2017                                      |
| 34              | 2                | Campervan And Escape Pod                      | Rettungsboot-Traumhaus und Glitzerschuppen-Wohnwagen | 24. September 2015                        | 7. Juni 2017                                      |
| 35              | 3                | Mini Cricket Pavilion And A Boat Home         | Ein sinkendes Boot und ein Cricket-Clubhaus          | 1. Oktober 2015                           | 8. Juni 2017                                      |
| 36              | 4                | Hearse Campervan And Bathing Machine          | Bestattungswohnmobil und Sauna-Badekarren            | 8. Oktober 2015                           | 9. Juni 2017                                      |
| 37              | 5                | River Barge And Swimming Pool Restoration     | Ein alter Frachtkahn und ein Gartenhaus mit Pool     | 15. Oktober 2015                          | 12. Juni 2017                                     |
| 38              | 6                | Air Raid Shelters And The Ultimate Party Shed | Sommerhaus-Bunker und Partyhütte                     | 22. Oktober 2015                          | 13. Juni 2017                                     |
| 39              | 7                | Made Of Scrap                                 | Gratis Schrott-Haus und Kupferlaube                  | 29. Oktober 2015                          | 14. Juni 2017                                     |
| 40              | 8                | Festival Campervan And Floating Beach Hut     | Schulbus-Luxuscamper und schwimmende Strandhütte     | 5. November 2015                          | 16. Juni 2017                                     |
| 41              | 9                | Floating Homes                                | Ein schwimmendes Traumhaus im Jachthafen             | 12. November 2015                         | 16. Juni 2017                                     |

## Staffel 6
Unklar ist die verteilung der Episoden mit dem Originaltitel „George Clarke’s Amazing“, die im englischen Original keine Staffelnummerierung haben, aber vor der eigentlichen 6. Staffel ausgestrahlt wurden und zur Serie gezählt werden.
| Nummer (gesamt) | Nummer (Staffel) | Originaltitel                                    | Deutscher Titel                                                    | Erstausstrahlung Großbritannien Channel 4 | Deutschsprachige Erstausstrahlung Kabel eins Doku |
| --------------- | ---------------- | ------------------------------------------------ | ------------------------------------------------------------------ | ----------------------------------------- | ------------------------------------------------- |
| 42              | 1                | Treehouse, Army Truck And A Decadent Bath        | Baumhaus mit Sauna und Truppentransporter-Wohnmobil                | 22. April 2016                            | 19. Juni 2017                                     |
| 43              | 2                | Mobile Home And Garden Pub                       | Ein rollstuhlgerechter Wohnwagen und ein Garten-Pub                | 29. April 2016                            | 20. Juni 2017                                     |
| 44              | 3                | Mobile Juice Bar And Modernist Tent              | Saftbar im Pferdeanhänger und Gästequartier im Eisenbahnwagen      | 6. Mai 2016                               | 21. Juni 2017                                     |
| 45              | 4                | Rare Caravan And A Dog House Conversion          | Wohnwagen mit Dachterrasse und Hundezwinger-Gästezimmer            | 13. Mai 2016                              | 22. Juni 2017                                     |
| 46              | 5                | Jet, Scorebox And Treehouse                      | Ein Privatjet als fliegendes Klassenzimmer                         | 20. Mai 2016                              | 23. Juni 2017                                     |
| 47              | 6                | Helicopter And Rare Campervan                    | Armeehubschrauber und Disco-Wohnmobil                              | 27. Mai 2016                              | 27. Juni 2017                                     |
| 48              | 7                | Glass Lodge And A Doggie Campervan               | Hütte mit Bootsterrasse und Hunde-Wohnmobil                        | 3. Juni 2016                              | 28. Juni 2017                                     |
| 49              | 8                | Luxury Cliff-Top Home And A Safari Tent          | Ein öffentliches WC mit Meerblick und das futuristische Würfelhaus | 28. August 2016                           | 26. Juni 2017                                     |
| 50              | 9                | WWII Special                                     | Geheimplan für einen Wohnwagen                                     | 2. September 2016                         | 29. Juni 2017                                     |
| 51              | 10               | George Clarke’s Amazing Treehouses               | Baumhäuser in sämtlichen Preislagen                                | 22. September 2016                        | 12. März 2018                                     |
| 52              | 11               | George Clarke’s Amazing Caravans & Campervans    | Geniale Wohnwagen und kultige Camper                               | 29. September 2016                        | 13. März 2018                                     |
| 53              | 12               | George Clarke’s Amazing Cabins in the Wild       | Hütten in der Wildnis                                              | 6. Oktober 2016                           | 14. März 2018                                     |
| 54              | 13               | George Clarke’s Amazing Garden Rooms             | Die besten Gartenhäuser                                            | 13. Oktober 2016                          | 15. März 2018                                     |
| 55              | 14               | George Clarke’s Amazing Houseboats               | Die besten Hausboote                                               | 20. Oktober 2016                          | 16. März 2018                                     |
| 56              | 15               | George Clarke’s Amazing Homes On Wheels          | Alte Fahrzeuge als neues Zuhause                                   | 27. Oktober 2016                          | 19. März 2018                                     |
| 57              | 16               | George Clarke’s Amazing Sheds                    | Best of „Die Hütte des Jahres“                                     | 3. November 2016                          | 20. März 2018                                     |
| 58              | 17               | George Clarke’s Amazing Builds By The Sea        | Die erstaunlichsten Bauten am Wasser                               | 10. November 2016                         | 26. März 2018                                     |
| 59              | 18               | George Clarke’s The Best Builds                  | Die originellsten Umbauten                                         | 13. Dezember 2016                         | 22. März 2018                                     |
| 60              | 19               | George Clarke’s Amazing Spaces: High Design      | Die Zukunft des Wohnens                                            | 31. März 2017                             | 23. März 2018                                     |
| 61              | 20               | George Clarke’s Amazing Spaces: Around the World | So wohnt sonst keiner – Rund um die Welt                           | 7. April 2017                             | 21. März 2017                                     |

## Staffel 7
| Nummer (gesamt) | Nummer (Staffel) | Originaltitel                                    | Deutscher Titel                                    | Erstausstrahlung Großbritannien Channel 4 | Deutschsprachige Erstausstrahlung Kabel eins Doku |
| --------------- | ---------------- | ------------------------------------------------ | -------------------------------------------------- | ----------------------------------------- | ------------------------------------------------- |
| 62              | 1                | Japan, Dudley & Yorkshire Camper                 | Narrowboat und Tiertransporter                     | 11. Januar 2018                           | 7. Mai 2018                                       |
| 63              | 2                | Sewage Works, Chapel & Japan                     | Von der Kläranlage zur Kathedrale                  | 18. Januar 2018                           | 2. Mai 2018                                       |
| 64              | 3                | Jet, Summer House & Funny Apartment              | Ein Cockpit wird zum Sommerhaus                    | 25. Januar 2018                           | 3. Mai 2018                                       |
| 65              | 4                | Double Decker & Super Dan                        | Der Betty-Bus und die Familienhütte                | 1. Februar 2018                           | 4. Mai 2018                                       |
| 66              | 5                | Camouflaged Workshop & Horsebox Den              | Familien-Werkstatt und Pferdeanhänger-Mädchentraum | 8. Februar 2018                           | 7. Mai 2018                                       |
| 67              | 6                | Campervan and Olympic Dome                       | Surferbus und UFO-Camping                          | 15. Februar 2018                          | 8. Mai 2018                                       |
| 68              | 7                | Library Van & Second World War Bunker            | Ein Bunker wird zum garten-.Studio                 | 22. Februar 2018                          | 18. Juli 2018                                     |
| 69              | 8                | Tailor’s Studio, Bristol Crane & Japan Sleep Pod | Das Spielzeug-Baumhaus in Lebensgröße              | 1. März 2018                              | 19. Juli 2018                                     |
| 70              | 9                | Snow and Ice Special                             | Schnee Spezial – Norwegen (2)                      | 14. Dezember 2017                         | 14. Mai 2018                                      |
| 71              | 10               | 24 Hour Build                                    | Haus in 24 Stunden                                 | 22. Mai 2018                              | 20. Juli 2018                                     |
| 72              | 11               | Off Grid Odyssey                                 | Selbstversorger-Romatik                            | 8. Juni 2018                              | 23. Juli 2018                                     |
| 73              | 12               | Best of British                                  | Typisch britisch!                                  | 15. Juni 2018                             | 24. Juli 2018                                     |
| 74              | 13               | Budget Beating Builds                            | Mega-Ideen für Mini-Budgets                        | 21. Juni 2018                             | 25. Juli 2018                                     |
| 75              | 14               | Inspirational Young Designers                    | Junge Designer                                     | 28. Juni 2018                             | 26. Juli 2018                                     |
| 76              | 15               | The Big Trip                                     | Quer durch Europa                                  | 5. Juli 2018                              | 27. Juli 2018                                     |
| 77              | 16               | The Big Build                                    | Barrierefreies Baumhaus                            | 15. Juli 2018                             | 30. Juli 2018                                     |

## Staffel 8
Ab Staffel 8 wurde die Serie in Deutschland noch nicht ausgestrahlt.
| Nummer (gesamt) | Nummer (Staffel) | Originaltitel                                           | Deutscher Titel | Erstausstrahlung Großbritannien Channel 4 | Deutschsprachige Erstausstrahlung |
| --------------- | ---------------- | ------------------------------------------------------- | --------------- | ----------------------------------------- | --------------------------------- |
| 78              | 1                | Luxury Mobile, Retro Caravanette & South Andalucía      |                 | 6. Januar 2019                            |                                   |
| 79              | 2                | Silver Streak & Writing Den                             |                 | 13. Januar 2019                           |                                   |
| 80              | 3                | Narrow Boat & Prosecco Bar                              |                 | 20. Januar 2019                           |                                   |
| 81              | 4                | Trailer, Helicopter & Water Tower                       |                 | 27. Januar 2019                           |                                   |
| 82              | 5                | Gin Bar, Cathedral & Narrowboat                         |                 | 3. Februar 2019                           |                                   |
| 83              | 6                | Camping Trailer & Mobile Classroom                      |                 | 10. Februar 2019                          |                                   |
| 84              | 7                | German Fire Engine, Fly-tipping Site & Cantilever House |                 | 17. Februar 2019                          |                                   |
| 85              | 8                | Chill-Out Den, Sphere, Hastings                         |                 | 24. Februar 2019                          |                                   |

## Staffel 9
| Nummer (gesamt) | Nummer (Staffel) | Originaltitel                           | Deutscher Titel | Erstausstrahlung Großbritannien Channel 4 | Deutschsprachige Erstausstrahlung |
| --------------- | ---------------- | --------------------------------------- | --------------- | ----------------------------------------- | --------------------------------- |
| 86              | 1                | Disappearing Bathroom and Reliant Robin |                 | 17. Juni 2020                             |                                   |
| 87              | 2                | Garage and Canal Barge                  |                 | 24. Juni 2020                             |                                   |
| 88              | 3                | Narrow Boat & Prosecco Bar              |                 | 1. Juli 2020                              |                                   |
| 89              | 4                | Coach and Plane                         |                 | 8. Juli 2020                              |                                   |

## Staffel 10
| Nummer (gesamt) | Nummer (Staffel) | Originaltitel                           | Deutscher Titel | Erstausstrahlung Großbritannien Channel 4 | Deutschsprachige Erstausstrahlung |
| --------------- | ---------------- | --------------------------------------- | --------------- | ----------------------------------------- | --------------------------------- |
| 90              | 1                | Fire Engine, Shepherd’s Hut & Telescope |                 | 7. Januar 2021                            |                                   |
| 91              | 2                | Circus Wagon, Tree Hotel & Camping Pod  |                 | 14. Januar 2021                           |                                   |
| 92              | 3                | Mini HGV Caravan & Railway Carriage     |                 | 21. Januar 2021                           |                                   |
| 93              | 4                | Barn, Retirement Minivan & Observatory  |                 | 28. Januar 2021                           |                                   |
| 94              | 5                | Big Build Special – The Rotating House  |                 | 4. Februar 2021                           |                                   |
| 95              | 6                | Big Build Special – The Caravan         |                 | 11. Februar 2021                          |                                   |

## Spezialfolgen
| Nummer (gesamt) | Nummer (Staffel) | Originaltitel     | Deutscher Titel                           | Erstausstrahlung Großbritannien Channel 4 | Deutschsprachige Erstausstrahlung Kabel eins Doku |
| --------------- | ---------------- | ----------------- | ----------------------------------------- | ----------------------------------------- | ------------------------------------------------- |
| 1               | 1                | Snow Special      | Willkommen in Kanada – Das Schnee-Spezial | 20. Dezember 2016                         | 1. April 2017                                     |
| 2               | 2                | Winter Wonderland |                                           | 13. Dezember 2018                         |                                                   |
| 3               | 3                | Winter World Tour |                                           | 18. Dezember 2020                         |                                                   |